# Bernardino Núñez Villacís
Luis Bernardino Núñez Villacís (Ambato, 27 de mayo de 1963) es un sacerdote católico ecuatoriano, vicario general de Ambato desde 2015. Fue obispo electo de Tulcán en 2021, pero no asumió el cargo.

## Biografía
Luis Bernardino nació el 27 de mayo de 1963, en la ciudad ecuatoriana de Ambato.
Realizó su formación primaria en las escuelas «Carlos Bolívar Sevilla» y «Juan Bautista Palacios», y la secundaria en el «Colegio Juan León Mera La Salle».
Tras realizar el servicio militar en las Fuerzas Armadas del Ecuador (1982-1983), ingresó en el Seminario Mayor de Quito; asistiendo a los cursos de la Pontificia Universidad Católica del Ecuador, donde realizó los estudios eclesiásticos (1983-1990), y donde obtuvo una maestría en Teología, con la disertación: Los laicos: signo de unidad del mundo y de la Iglesia (1995).
Cursó una maestría en Misionología, por el Instituto Teológico Pastoral para América Latina (ITEPAL, Bogotá-Colombia), obteniendo el relativo diploma del CELAM (1992).
En 2006 obtuvo la licenciatura en Teología pastoral, por la Facultad de Teología Triveneto en Padua (Italia). Luego, consiguió un diploma de asesor de agentes de Pastoral familiar, en la Universidad Católica del Norte (Colombia; 2013).
Asistió a cursos en el ITEPAL, y obtuvo el diploma en Teología y Misionología.

## Sacerdocio
Su ordenación sacerdotal fue el 29 de junio de 1990, en Ambato; incardinándose en la diócesis de Ambato.
Como sacerdote ha desempeñado los siguientes ministerios:
- Párroco de San Vicente, en Martínez.
- Párroco encargado de La Dolorosa, en Atahualpa.
- Párroco de San José, en Huambaló.
- Párroco de San José, en San Antonio de Cotaló.
- Párroco de la Dolorosa, en la Ferroviaria.
- Profesor en el Seminario Mayor de Ambato.[5]
- Vicerrector del Seminario Menor de Ambato.
- Vicario episcopal de Pastoral Rural.[5]
- Vicario general de Ambato, desde 2015.[1]
- Párroco de San Antonio de Padua, en Ambato; desde 2015.[3]
- Miembro del Consejo Presbiteral.

### Episcopado
El 5 de julio de 2021, el papa Francisco lo nombró obispo de Tulcán.
Sus palabras al recibir el encargo fueron: "con mucho miedo" pero con la confianza de poder sacar adelante la nueva misión encomendada, y después agregó: "no soy yo el que he buscado, sino que veo en los designios de Dios a través del Santo Padre una oportunidad para seguir diciéndole «sí» al Señor en esta nueva misión".
Informó que iba a ser consagrado el 28 de agosto de 2021.
El 6 de agosto de 2021, la Conferencia Episcopal Ecuatoriana (CEE) dio a conocer que el obispo electo, dirigió la petición de dispensa de su nombramiento episcopal al papa Francisco, la cual fue aceptada. De esta manera volvió a sus cargos y ministerio en la diócesis ambateña.